# West Acton
La stazione di West Acton è una stazione della linea Central della metropolitana di Londra.

## Storia
Nel 1920 fu aperta un'estensione della Central London Railway (CLR, oggi la linea Central) fino a Ealing Broadway. L'estensione era stata progettata nel 1911, quando la CLR abbandonò la sua politica di non condividere l'uso di binari con altre compagnie ferroviarie e ottenne l'autorizzazione a costruire un'estensione in direzione nord-ovest dalla stazione di Wood Lane (chiusa in seguito nel 1947 e rimpiazzata dalla stazione di White City) per collegarsi con la diramazione della GWR chiamata Ealing & Shepherd's Bush Line..
La Great Western Railway (GWR) aveva costruito la diramazione per Ealing Broadway e l'aveva aperta al traffico merci nell'aprile 1917. La CLR iniziò a utilizzare questa linea il 3 agosto 1920. Le stazioni di North Acton e di West Acton furono costruite dalla GWR ed aprirono entrambe il 5 novembre 1923.
Treni merci a vapore della GWR continuarono a passare per West Acton fino al 1938, quando i binari vennero riservati all'uso esclusivo della metropolitana.
L'edificio della stazione attuale, che rimpiazzava quello originale, fu progettato dall'architetto australiano Brian Lewis impiegato dalla GWR, per conto della London Transport, nell'ambito del New Works Programme del 1935-40. Il progetto fu completato nel novembre 1940. L'edificio, dal 28 luglio 2011, è un monumento classificato di Grade II.

## Strutture e impianti
È compresa nella Travelcard Zone 3.

## Interscambi
Nelle vicinante della stazione effettuano fermata una linea automobilistiche di superficie urbane, gestita da London Buses.
- Fermata autobus

La stazione di North Ealing si trova a 550 metri di distanza, all'estremità occidentale di Queens Drive, permettendo l'intercambio con la linea Piccadilly. Non si tratta, tuttavia di un interscambio "fuori-stazione" (out-of-station interchange).

## Galleria d'immagini

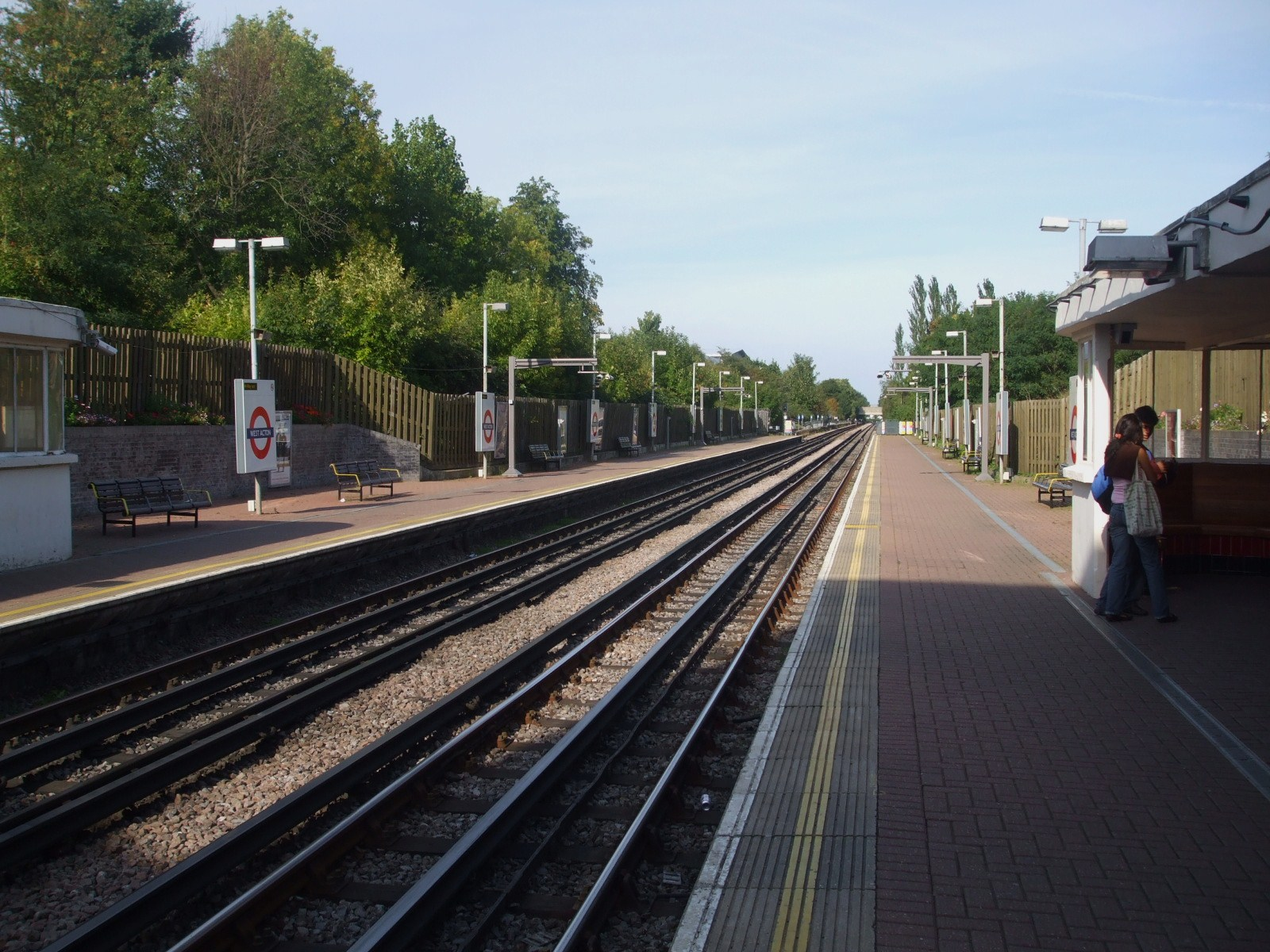
Vista in direzione est
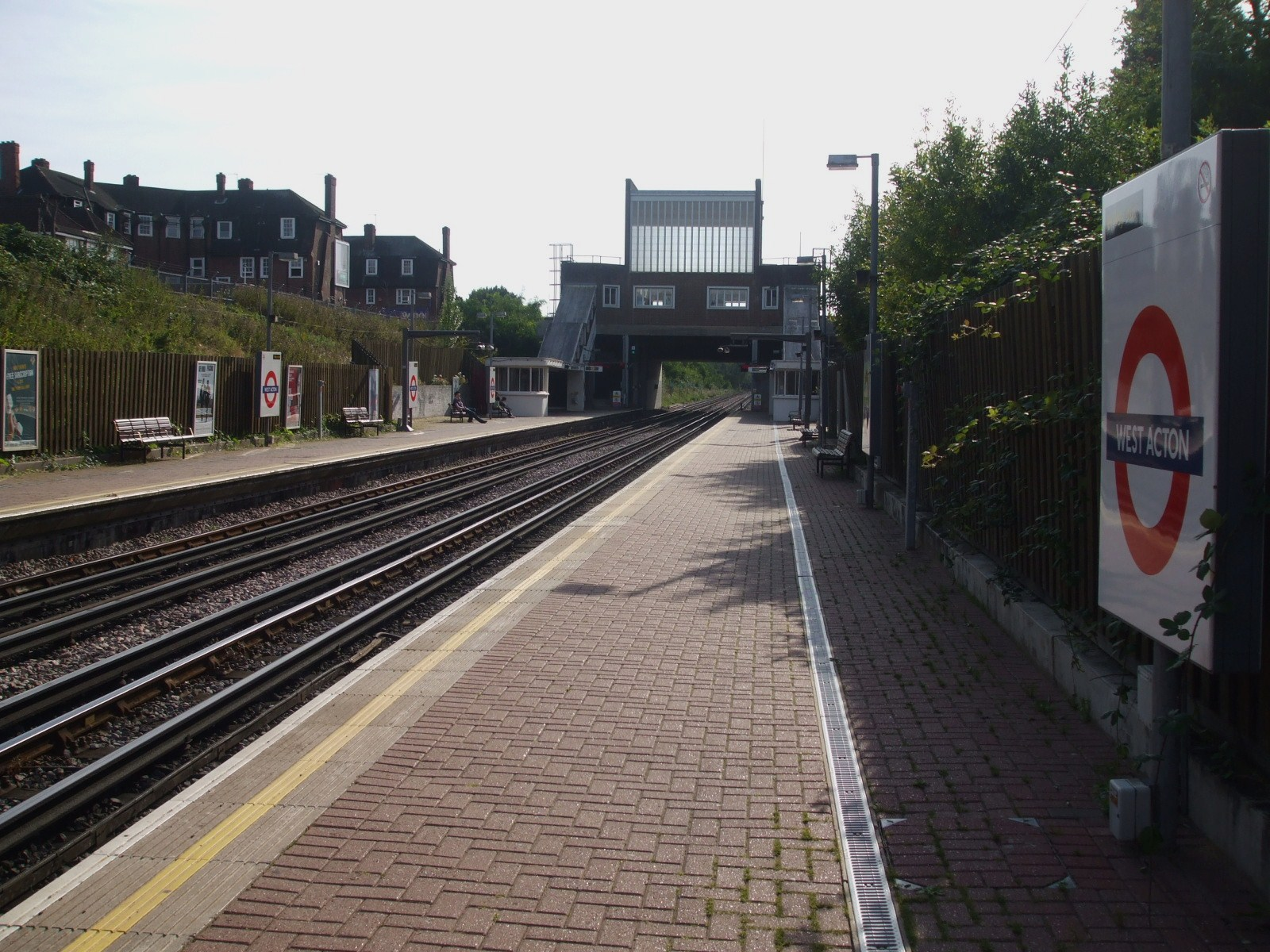
Vista in direzione ovest
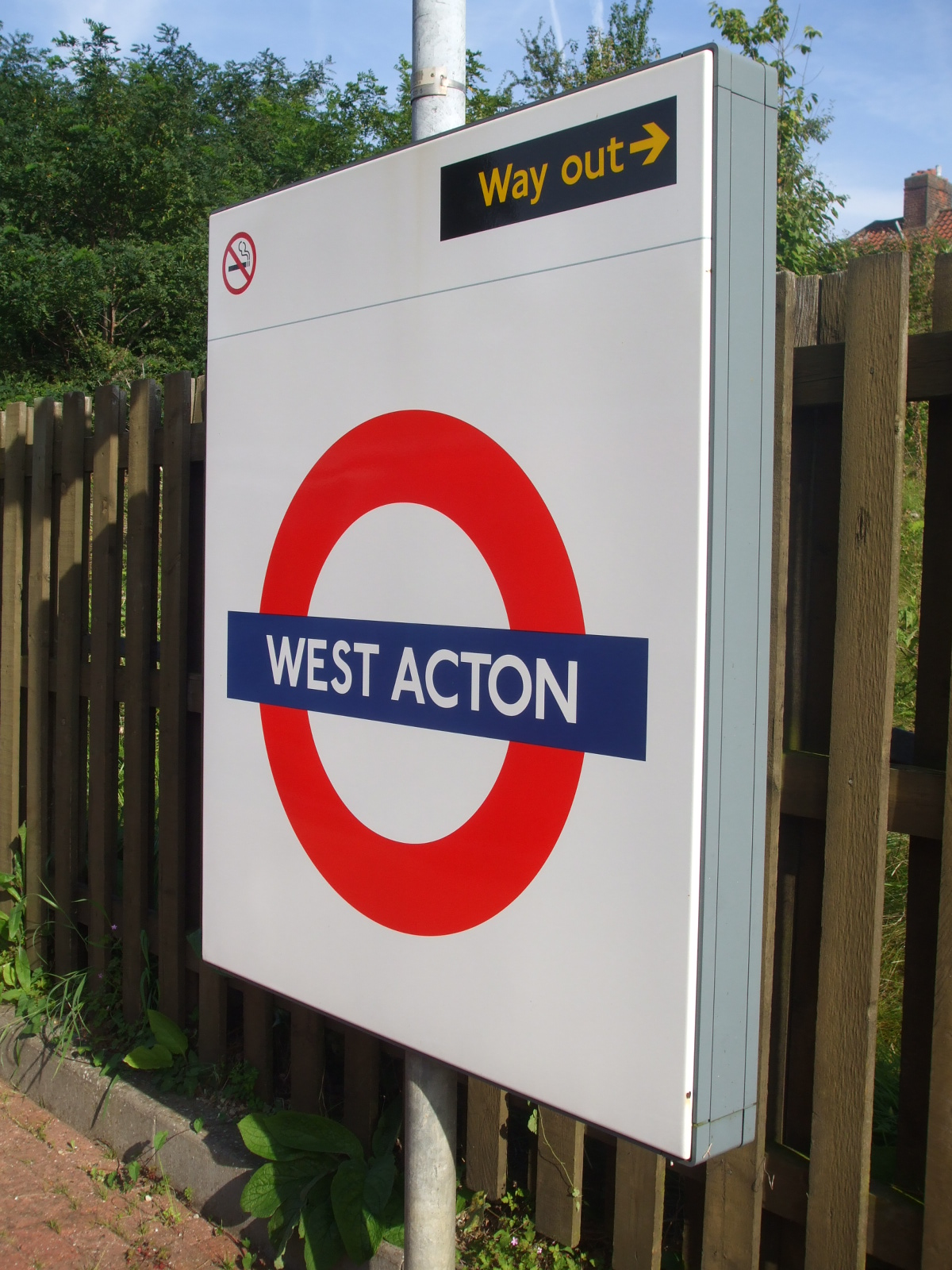
Roundel sulla piattaforma della stazione